# Karlsplatz (métro de Vienne)
Pour les articles homonymes, voir Karlsplatz (homonymie).
Karlsplatz (en allemand : U-Bahn-Station Karlsplatz) est une station de correspondance des lignes U1, U2 et U4 du métro de Vienne. Elle est située sous la Karlsplatz, près de l'Akedemiestrasse et du Resselpark, au sud du centre-ville, dans le premier arrondissement, Innere Stadt Ier, à Vienne en Autriche.
La station est un héritage de l'ancien réseau du Stadtbahn, composée à l'origine de deux pavillons de style Art nouveau caractéristiques de la Sécession viennoise, édifiés par les architectes Otto Wagner et Josef Maria Olbrich. Avec la mise en service progressive du nouveau réseau U-Bahn à partir des années 1970, la station s'est agrandie et comporte plusieurs entrées autour de la Karlsplatz mais aussi à l'intersection de la Kärntner Straße avec le Ring facilitant ainsi les correspondances avec le tramway. C'est la seule station du métro de Vienne à disposer de trois stationS (U1, U2 et U4) sur un même site.

## Situation sur le réseau

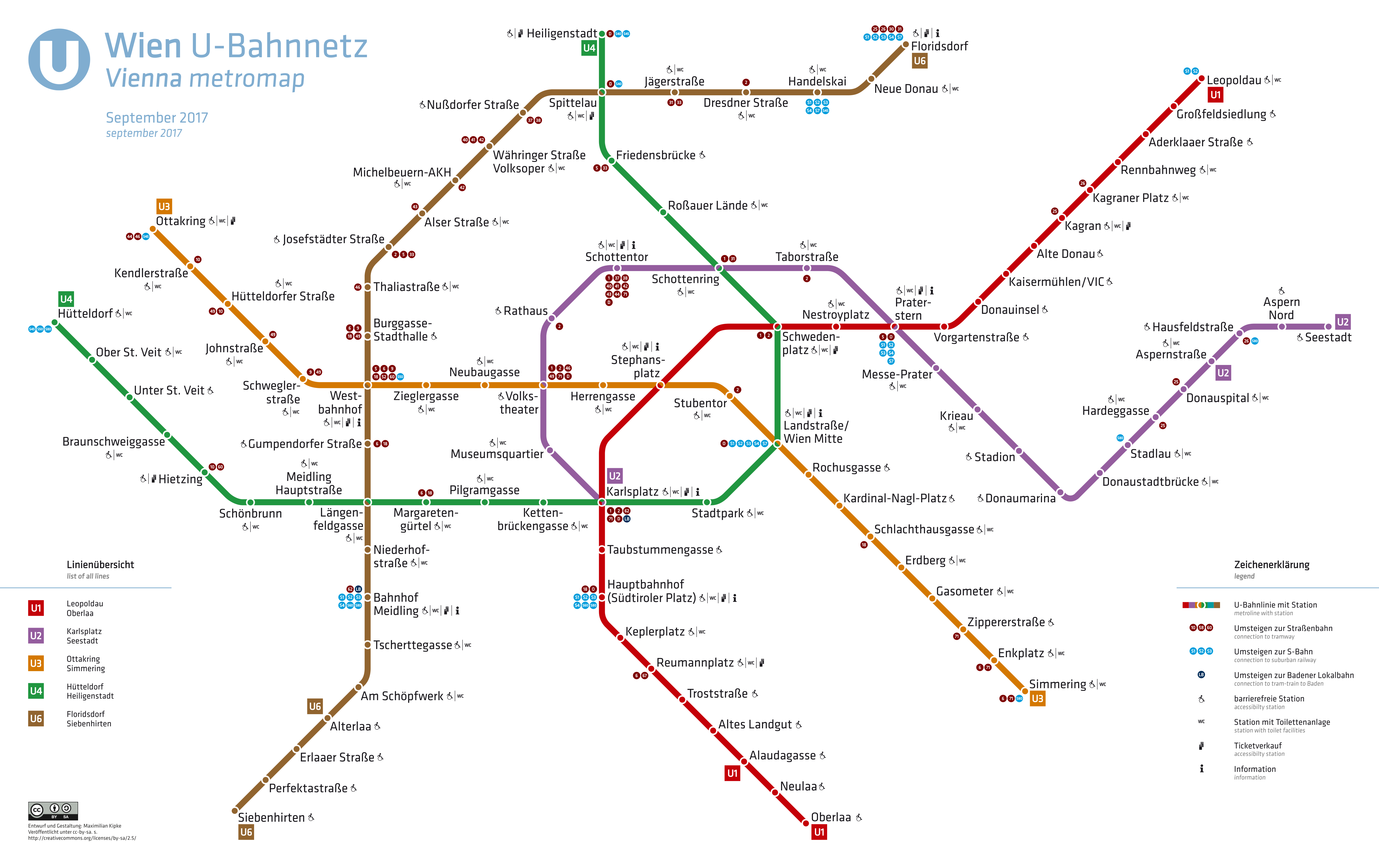
Plan du métro (2017).

Établie en souterrain, la station actuelle Karlsplatz est une station de correspondance du métro de Vienne disposant de trois sous-stations Karlsplatz U1 , Karlsplatz U2  et Karlsplatz U4. : 
Karlsplatz U1 est une station de passage de la ligne U1, située entre la station Keplerplatz, en direction du terminus sud Oberlaa, et la station Taubstummengasse, en direction du terminus nord Leopoldau. Elle dispose d'un quai central encadré par les deux voies de la ligne ;
Karlsplatz U2 est la station terminus ouest de la ligne U2, située avant la station Museumsquartier, en direction du terminus est Seestadt ;
Karlsplatz U4 est une station de passage de la ligne U4, située entre la station Kettenbrückengasse, en direction du terminus sud-ouest Hütteldorf, et la station Stadtpark, en direction du terminus nord-est Heiligenstadt. Elle dispose d'un quai central encadré par les deux voies de la ligne.

## Histoire

### Station du Stadtbahn
Otto Wagner (1841-1918) fut l'architecte en chef de la Wiener Stadtbahn, un métro urbain léger en grande partie aérien. C'est en 1898 qu'il construisit, avec son élève Josef Maria Olbrich, deux pavillons identiques pour la station de métro qui ouvrit en 1899 sous le nom d'Akademiestraße et qui est maintenant connue sous le nom de Karlsplatz.

### Station de l'U-Bahn
La station Karlsplatz U1, est mise en service le 25 février 1978, lors de l'ouverture de la première section de la ligne U1 de Reumannplatz à Karlsplatz. Elle devient une station de correspondance le 15 août 1978, lors de la mise en service de la station Karlsplatz U4 pour l'ouverture du prolongement de la ligne U4 de Schottenring U2 à Karlsplatz. Elle devient une station de passagede la ligne U1 le 18 novembre 1978, lors du prolongement de la ligne de Karlsplatz à Stephansplatz.
Ls station Karlsplatz U2 est mise en service le 30 août 1980, lors de l'ouverture à l'exploitation de la section de Karlsplatz U2 à Schottenring U2. Cette même année, le 26 octobre, la ligne U4 est prolongée de Karlsplatz U4 à Meidling.

## Services aux voyageurs

### Desserte
La station est desservie par les lignes U1 (Leopoldau-Oberlaa), U2 (Karlsplatz-Seestadt) et U4 (Heiligenstadt-Hütteldorf).

Karlsplatz U1
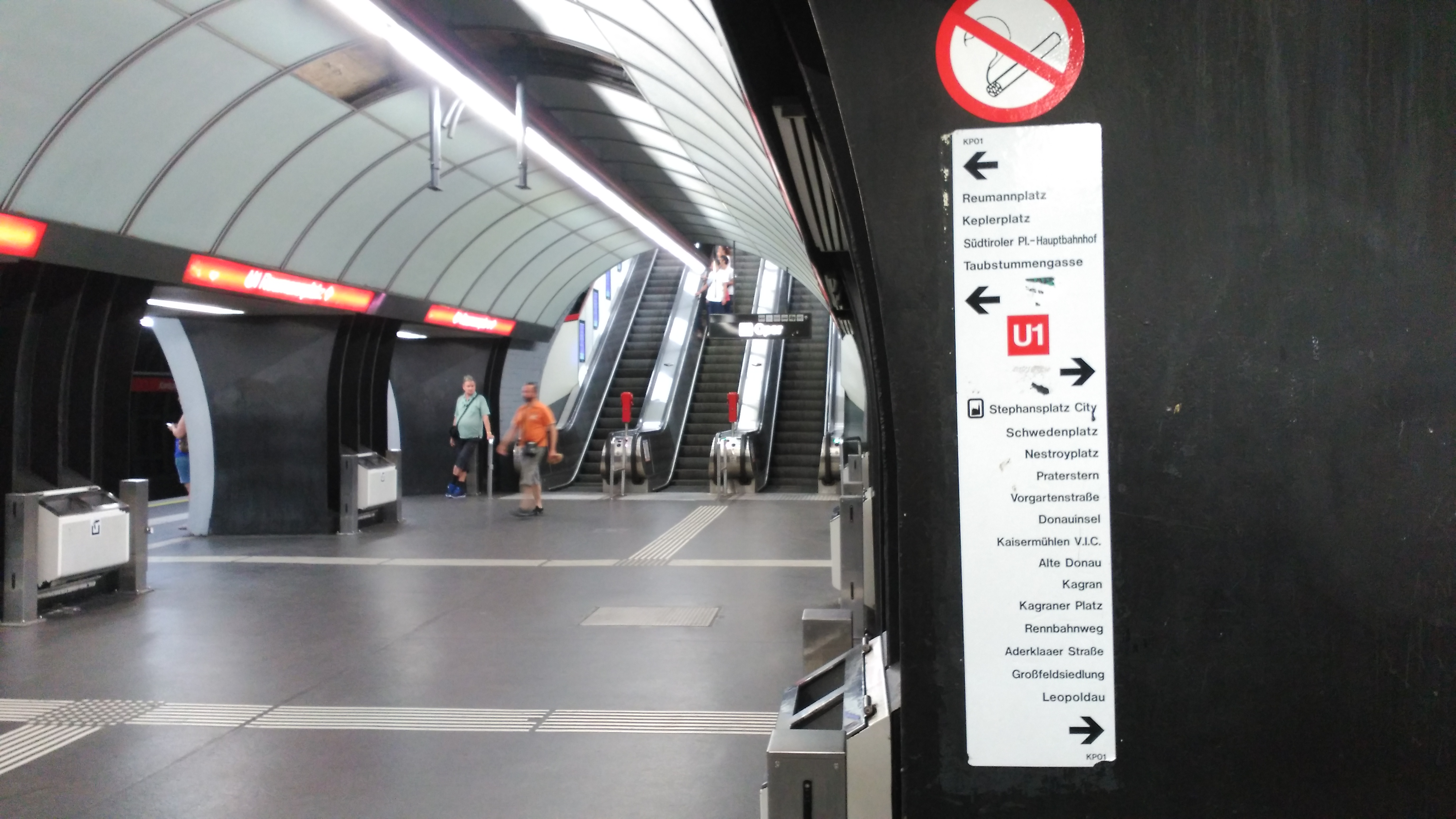
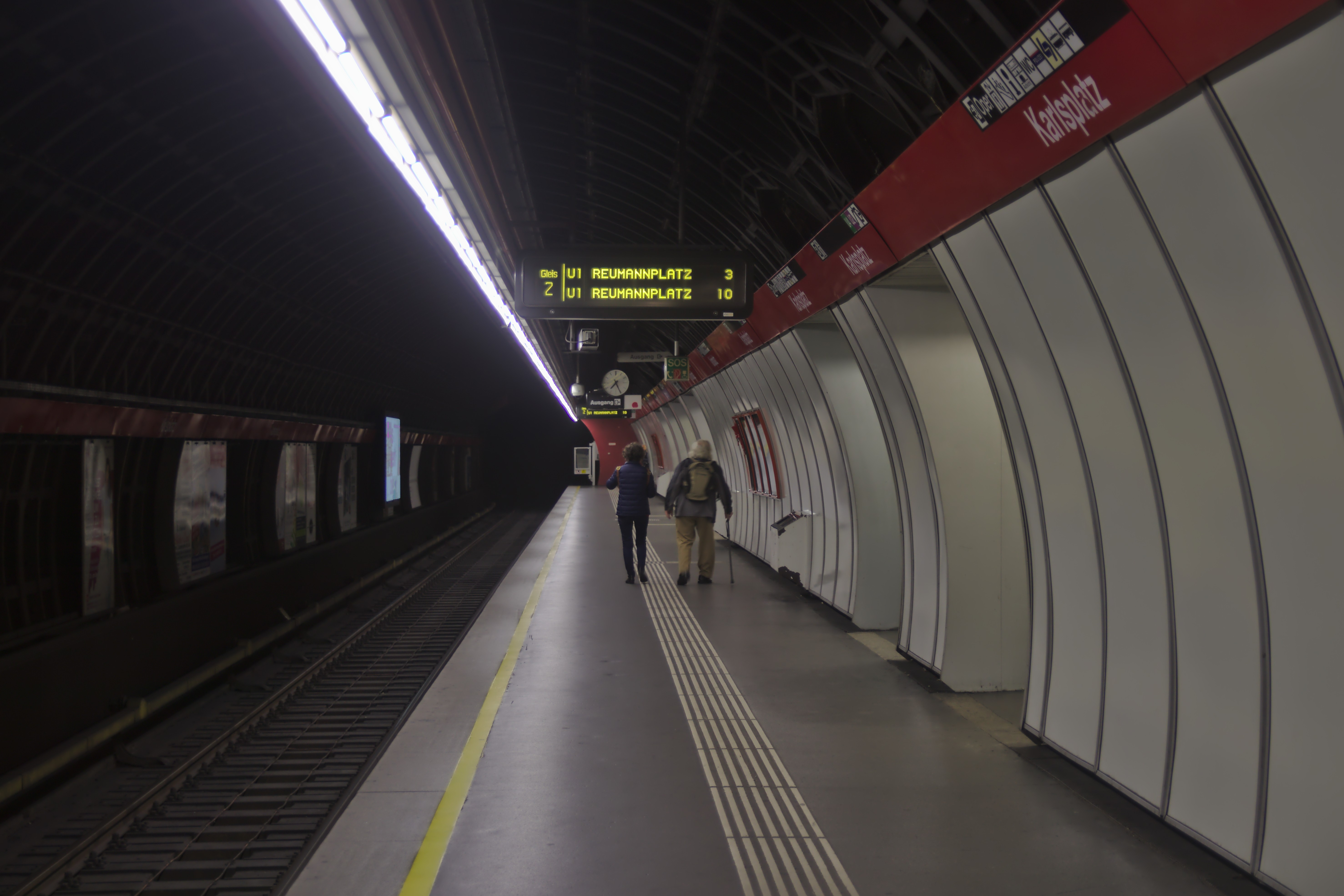
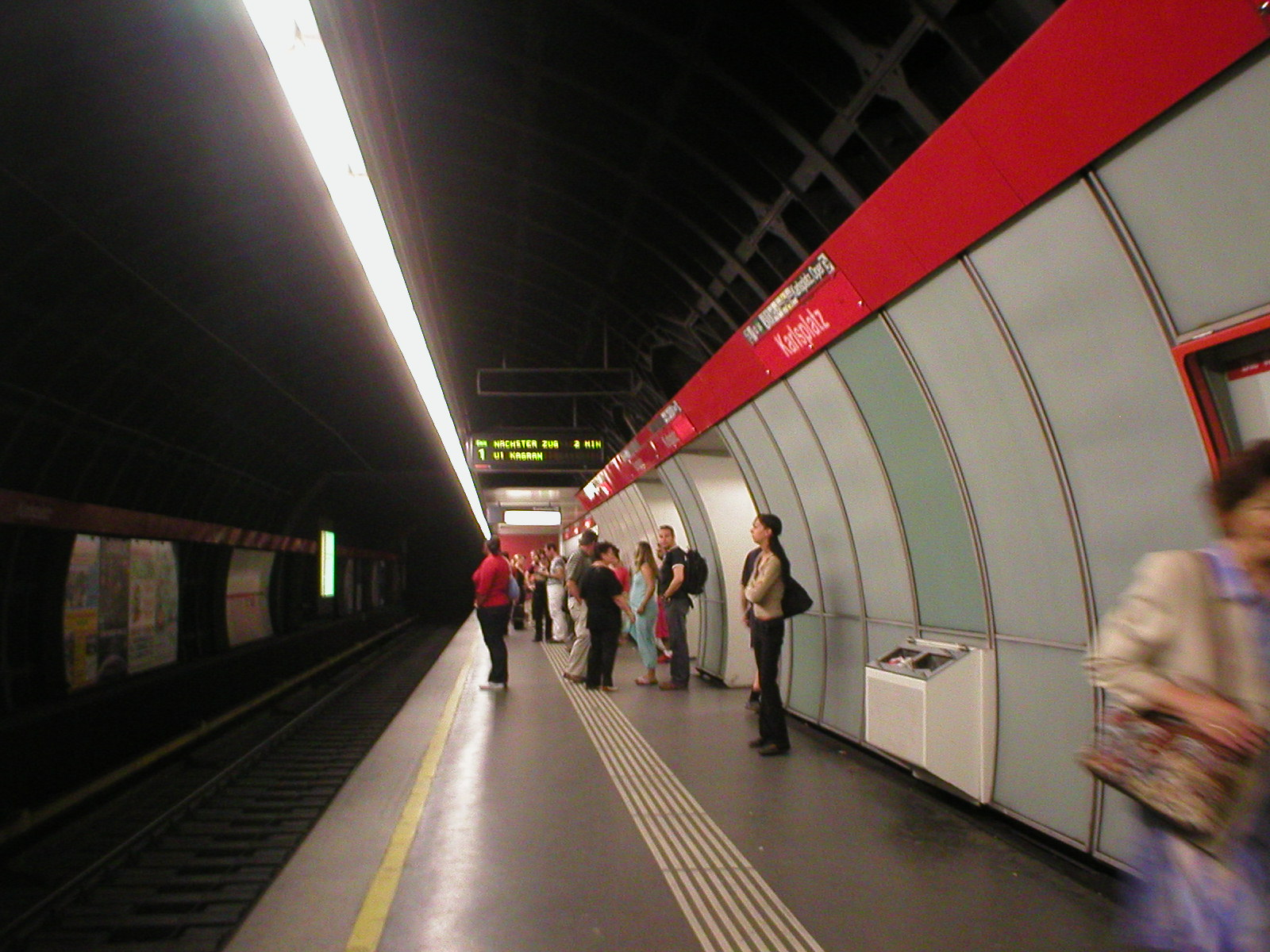

Karlsplatz U2
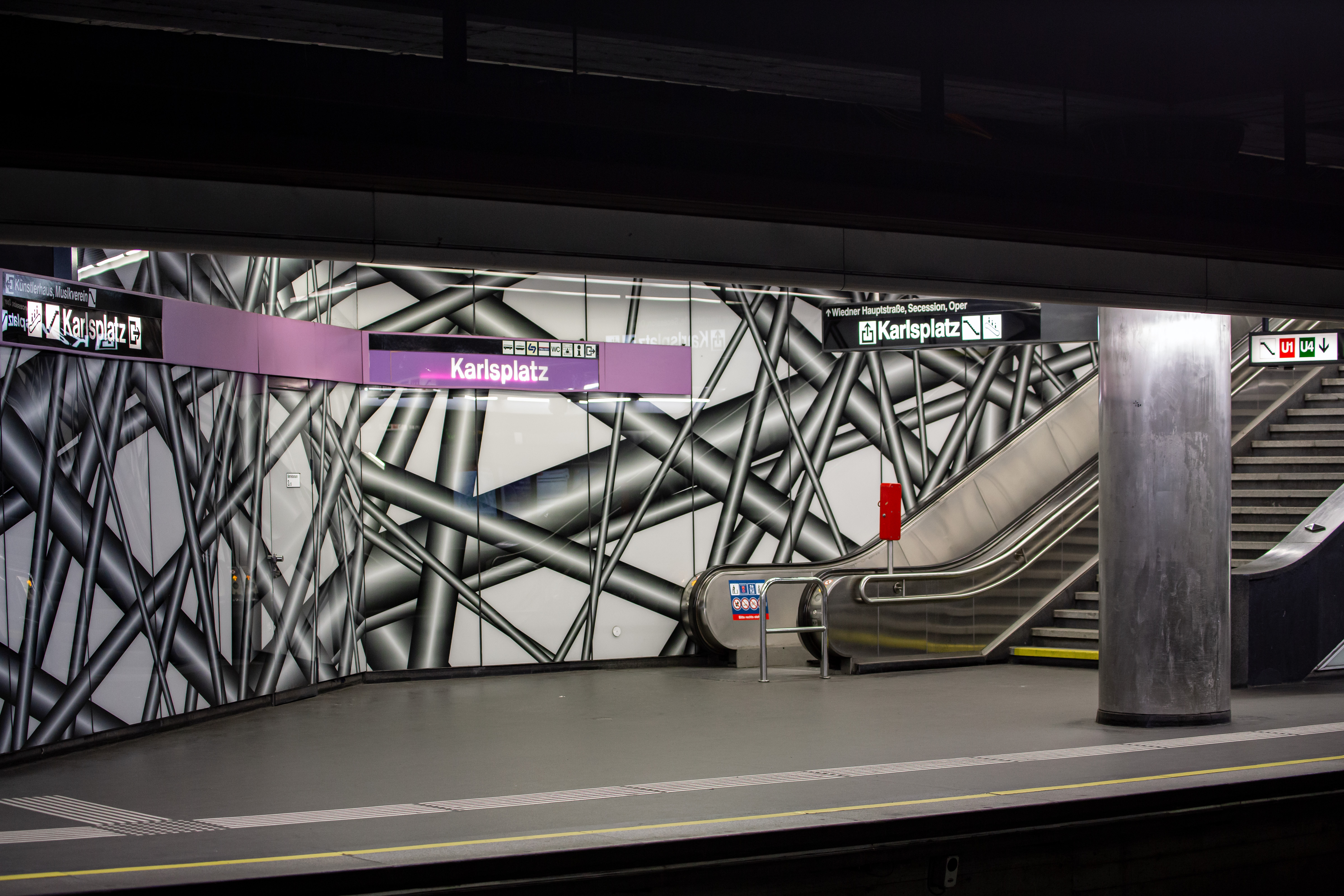
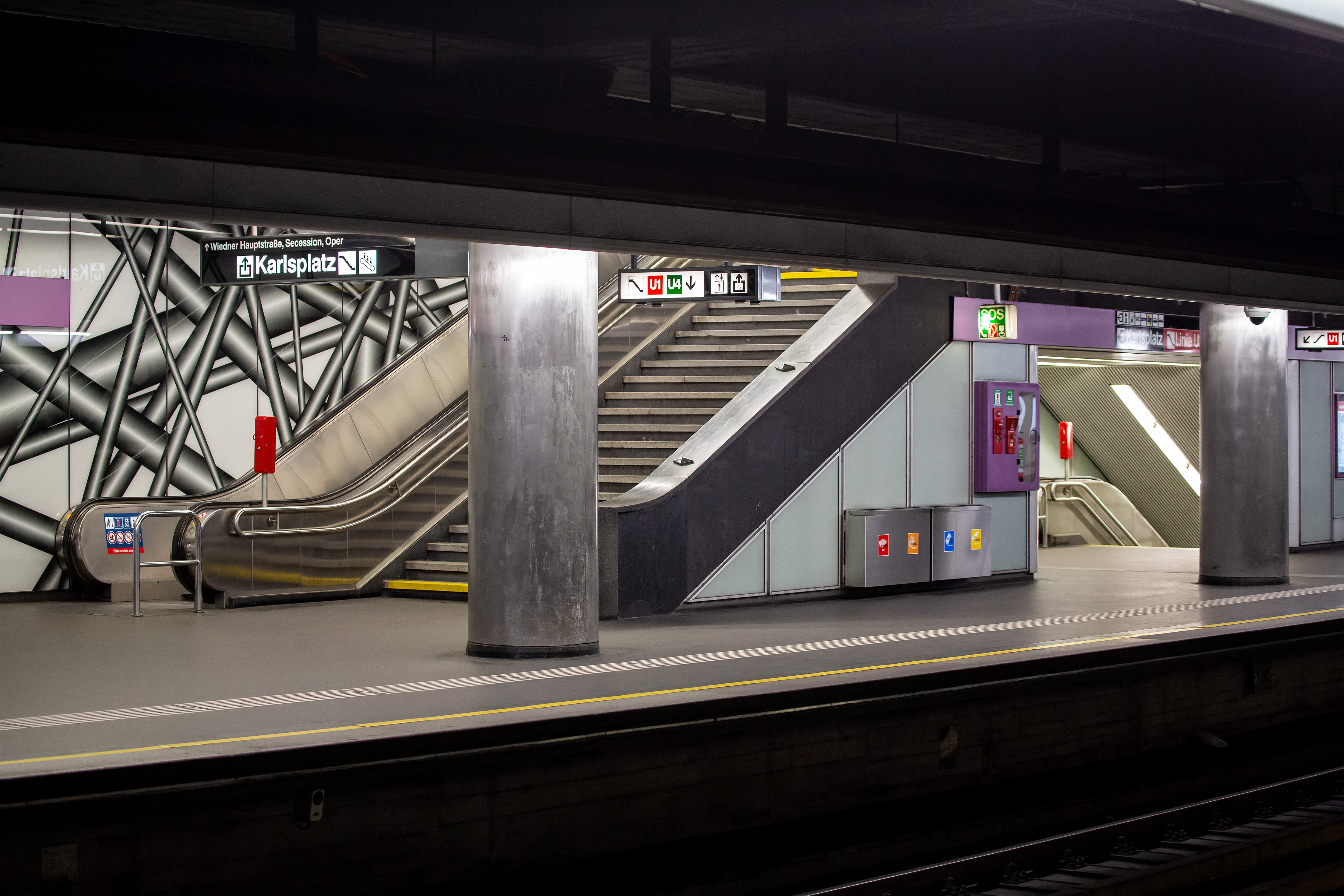
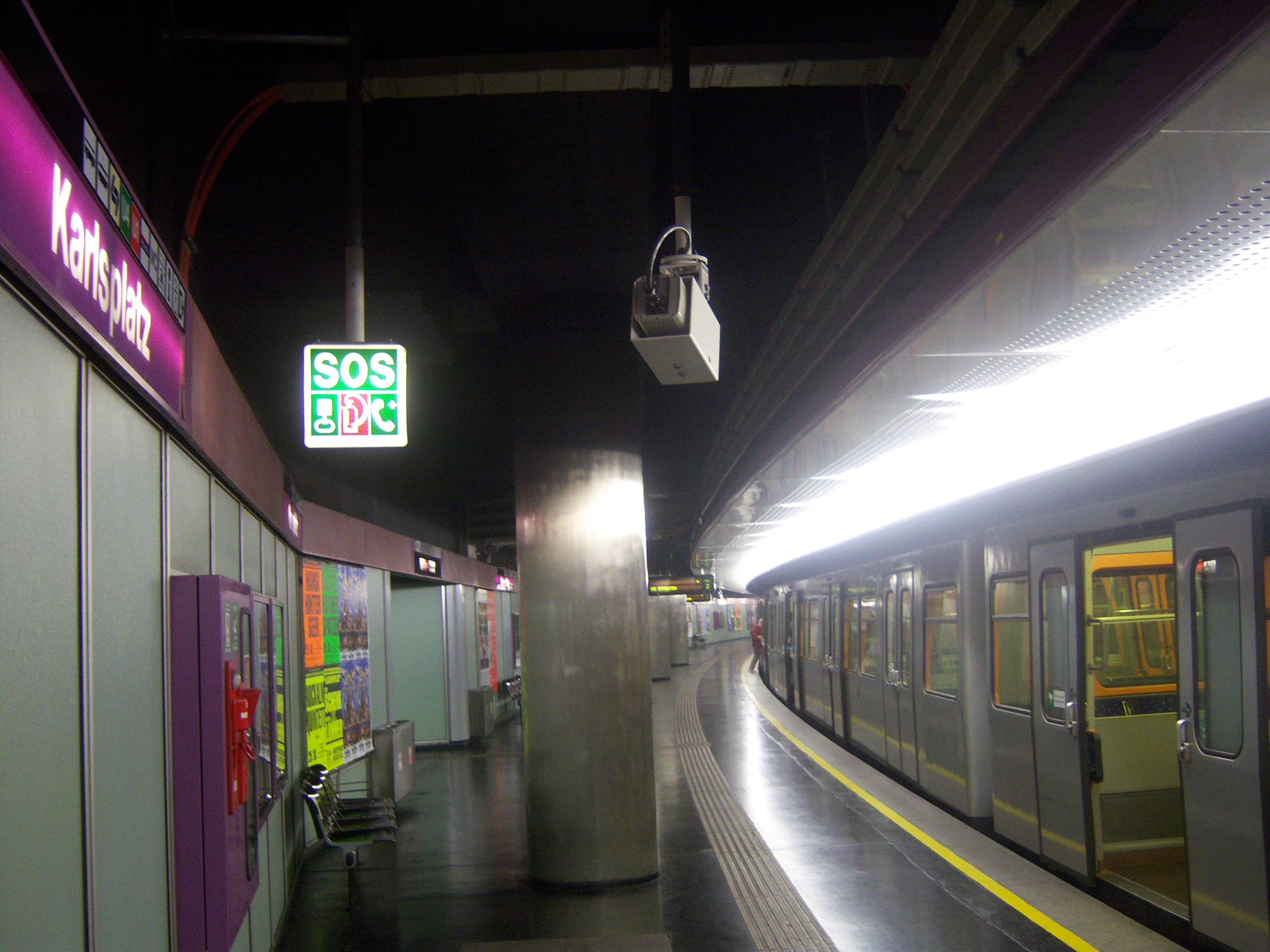

Karlsplatz U4
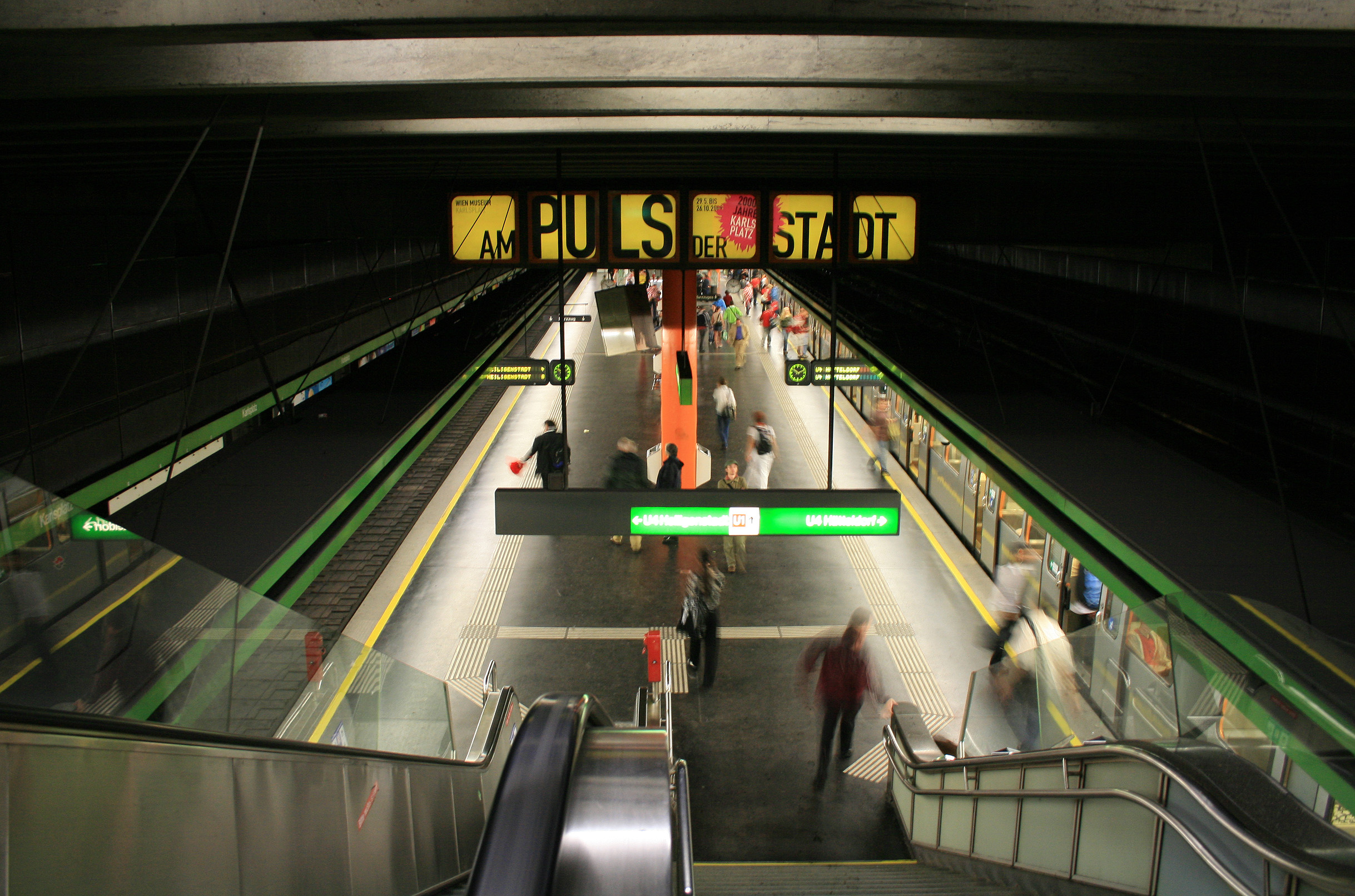
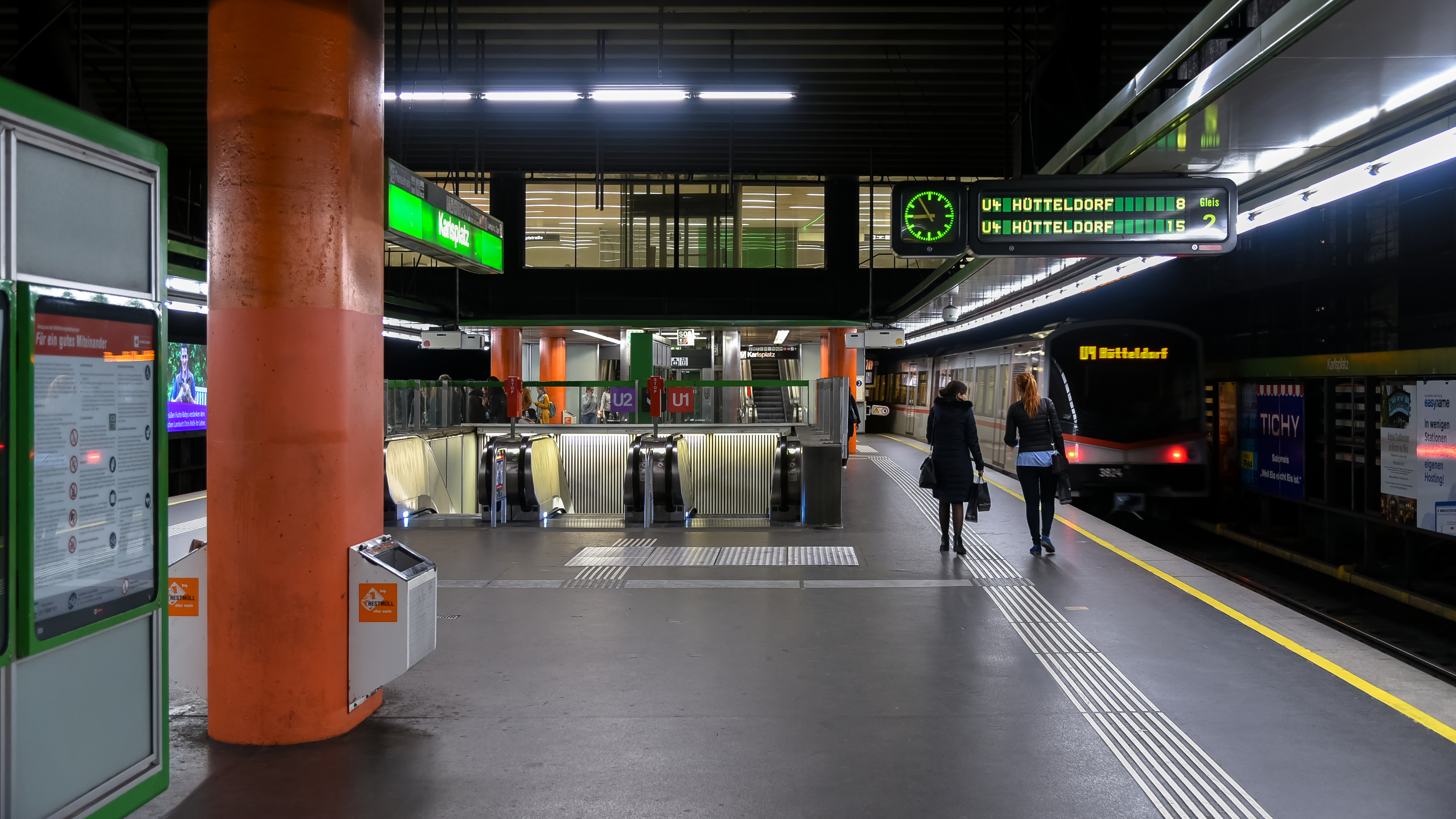
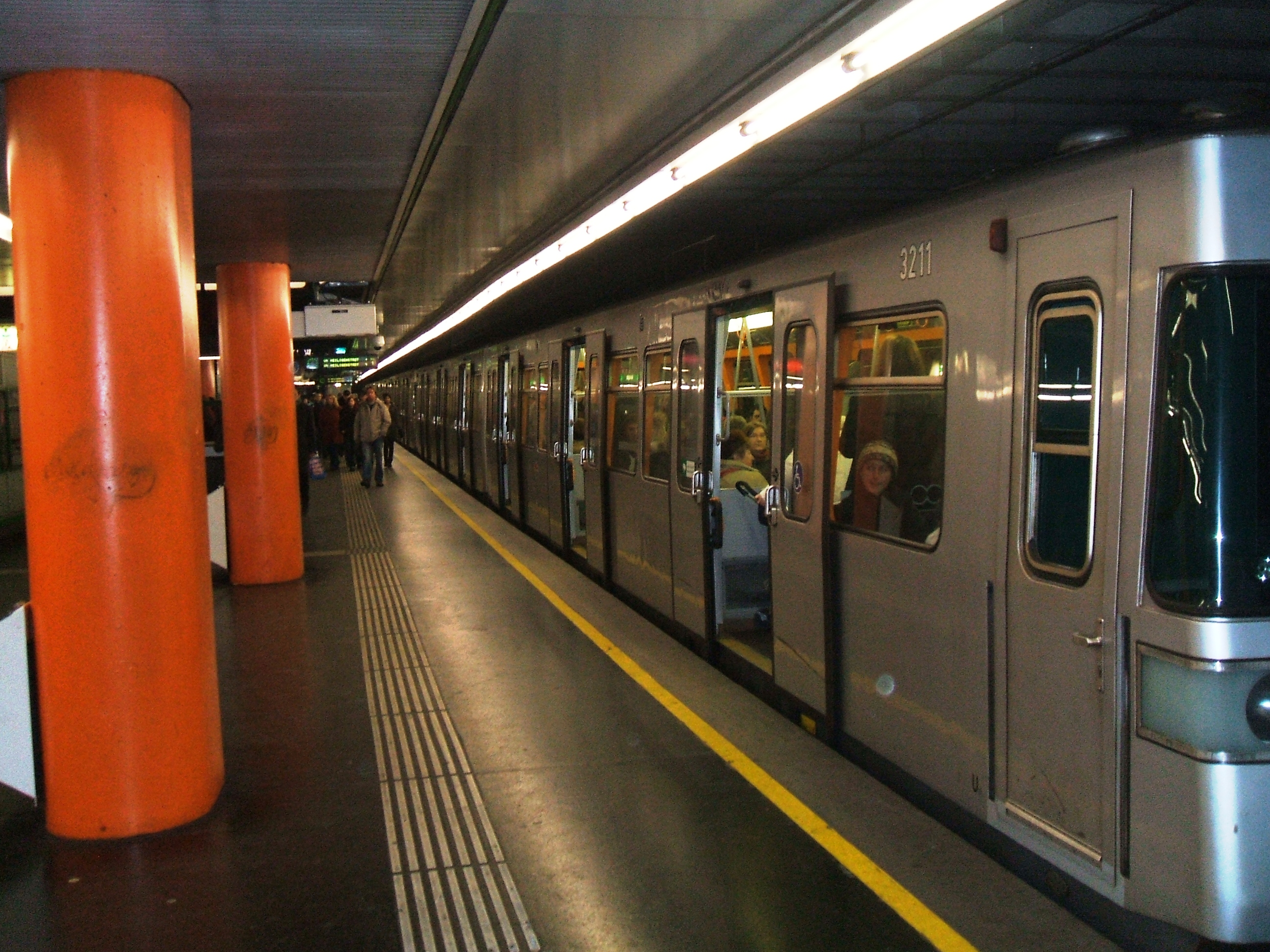

### Intermodalité
La station est en correspondance avec les lignes de tramway 1 et 62, le Wiener Lokalbahn, la ligne de bus 59A mais aussi avec les lignes de tramway D, 2 et 71 et la ligne de bus 3A (desservant le centre historique) à l'arrêt Kärntner Ring Oper situé sur le Ring. Un couloir de correspondance permet de rejoindre une galerie marchande en forme d'anneau sous le carrefour de la Kärntner Straße avec le Ring (à l'angle de l'opéra), où se trouvent également plusieurs accès à la station. 

## À proximité
Situé au sud du centre-ville, la station dessert de nombreux sites remarquables : l'église Saint-Charles-Borromée de Vienne l'Opéra d'État de Vienne, le Palais de la Sécession, pharmacie À l'Ange blanc, le Künstlerhaus, la maison des majoliques, la maison aux médaillons, le Musikverein, l'Université technique de Vienne

## Patrimoine ferroviaire

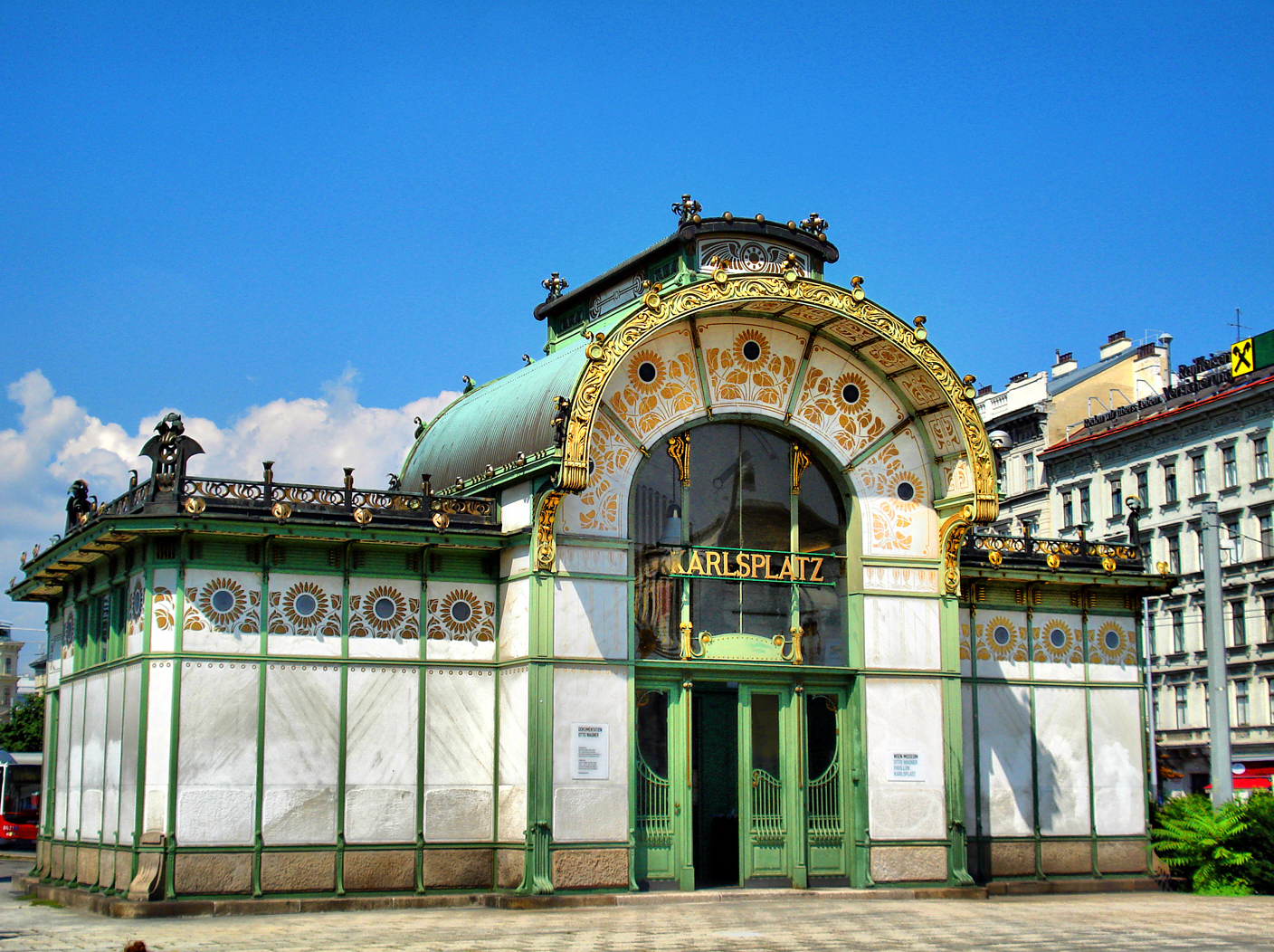
Pavillon.

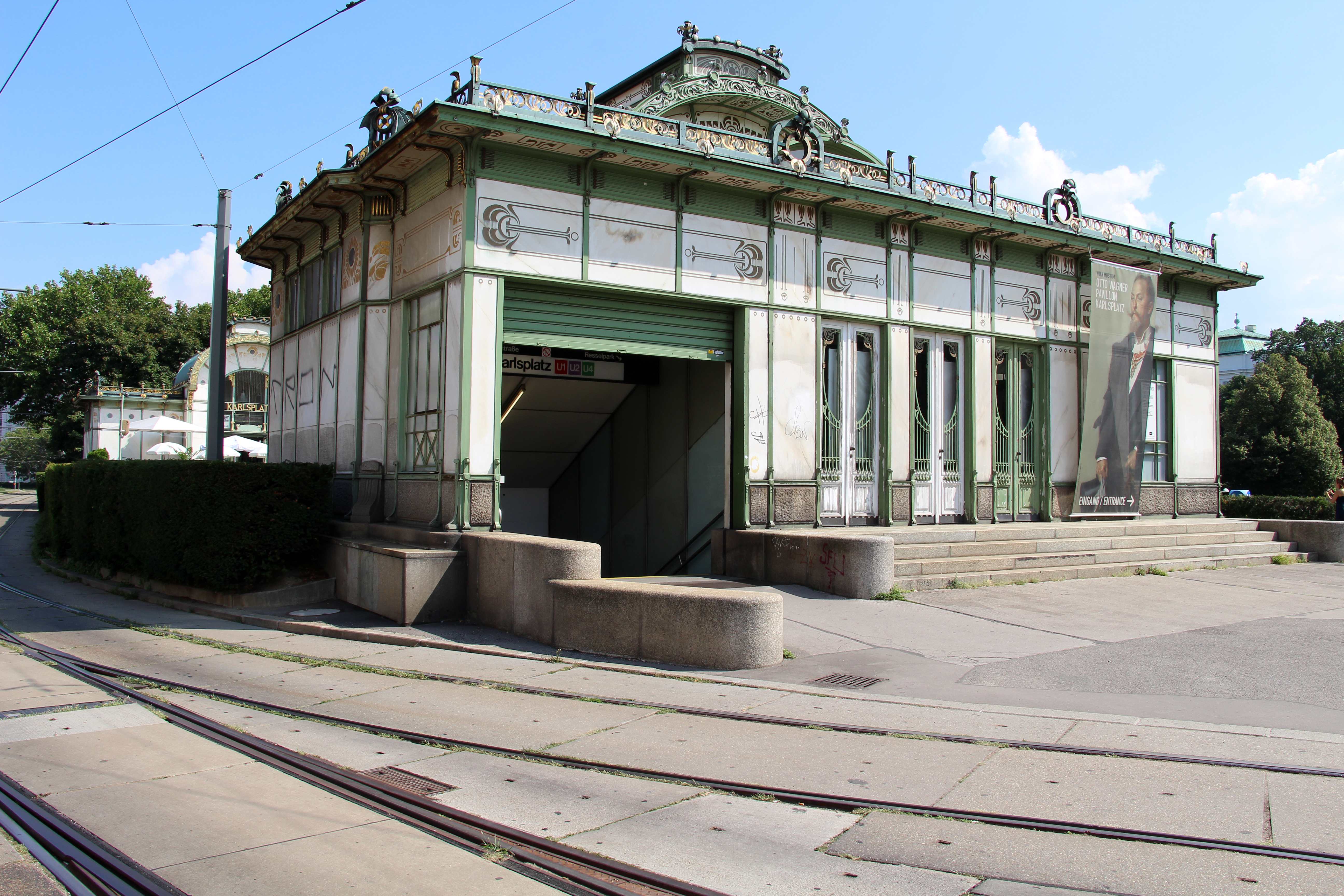
Les pavillons.

Les projets de conversion du métro léger Stadtbahn en métro souterrain U-Bahn (plus précisément lignes U4 et U6 de l'U-Bahn) réalisés à la fin des années 1960 menacèrent les pavillons Art nouveau de Wagner mais ils furent sauvés par les protestations du public : ils furent démontés, soigneusement restaurés et remontés  en 1977 sur la place, mais 1,5 mètre plus haut que leur ancien niveau.
Les pavillons de la station de métro Karlsplatz présentent une structure en fer forgé peinte en couleur vert pomme, la couleur de la Stadtbahn,, qui porte des dalles de marbre blanc de Carrare ornées de fleurs de tournesol de couleur noir et or et de cartouches dorés.
Chacun des pavillons est constitué d'un avant-corps cintré flanqué de deux ailes beaucoup plus basses. L'avant-corps est percé d'une porte double flanquée de deux portes simples, surmontées d'une large verrière cintrée dont les trois compartiments sont séparés par des colonnettes en fer forgé ornées de dorures aux motifs végétaux typiques de l'Art nouveau floral. La verrière est encadrée de cinq panneaux de marbre blanc ornés de motifs de fleurs et de feuilles de tournesol, protégés par un auvent agrémenté de motifs végétaux dorés. Chacune des ailes latérales est constituée de cinq travées composées chacune d'une haute plaque rectangulaire de marbre blanc présentant pour toute ornementation une série de petits cercles dorés dans sa partie supérieure, surmontée d'une plaque de marbre carrée ornée d'un tournesol.
Les façades sont surmontées d'une corniche en forte saillie supportée par de fins corbeaux en fer forgé vert et or, dont la face inférieure est constituée de panneaux de marbre blanc ornés de motifs floraux dorés. Les angles des bâtiments sont coupés et surmontés chacun d'un acrotère en fer forgé percé d'une roue dorée.
La façade arrière du pavillon qui donne accès au métro, précédée d'un escalier à quatre degrés, présente une certaine asymétrie due à la présence de l'escalier d'accès au métro. Cette façade, fort différente de la façade avant, est percée de trois étroites portes doubles et son registre supérieur est orné non pas des motifs floraux typiques de l'Art nouveau floral mais de larges cartouches rectangulaires dont les motifs dorés sont typiques de l'Art nouveau géométrique. C'est Olbrich, l'élève et assistant de Wagner, qui a introduit des décors organiques sur les façades de certaines stations de métro construites par Wagner : Wagner avait un goût prononcé pour la géométrie austère tandis qu'Olbrich avait un penchant certain pour les fioritures du Jugendstil. À l'intérieur, le Pavillon Otto Wagner occupé par le Wien Museum est orné de lambris vert et or, de baies à huisserie verte et de baies aveugles dont l'encadrement de bois possède des montants verticaux ornés de rudentures dorées dans leur partie supérieure.

Détails d'architecture
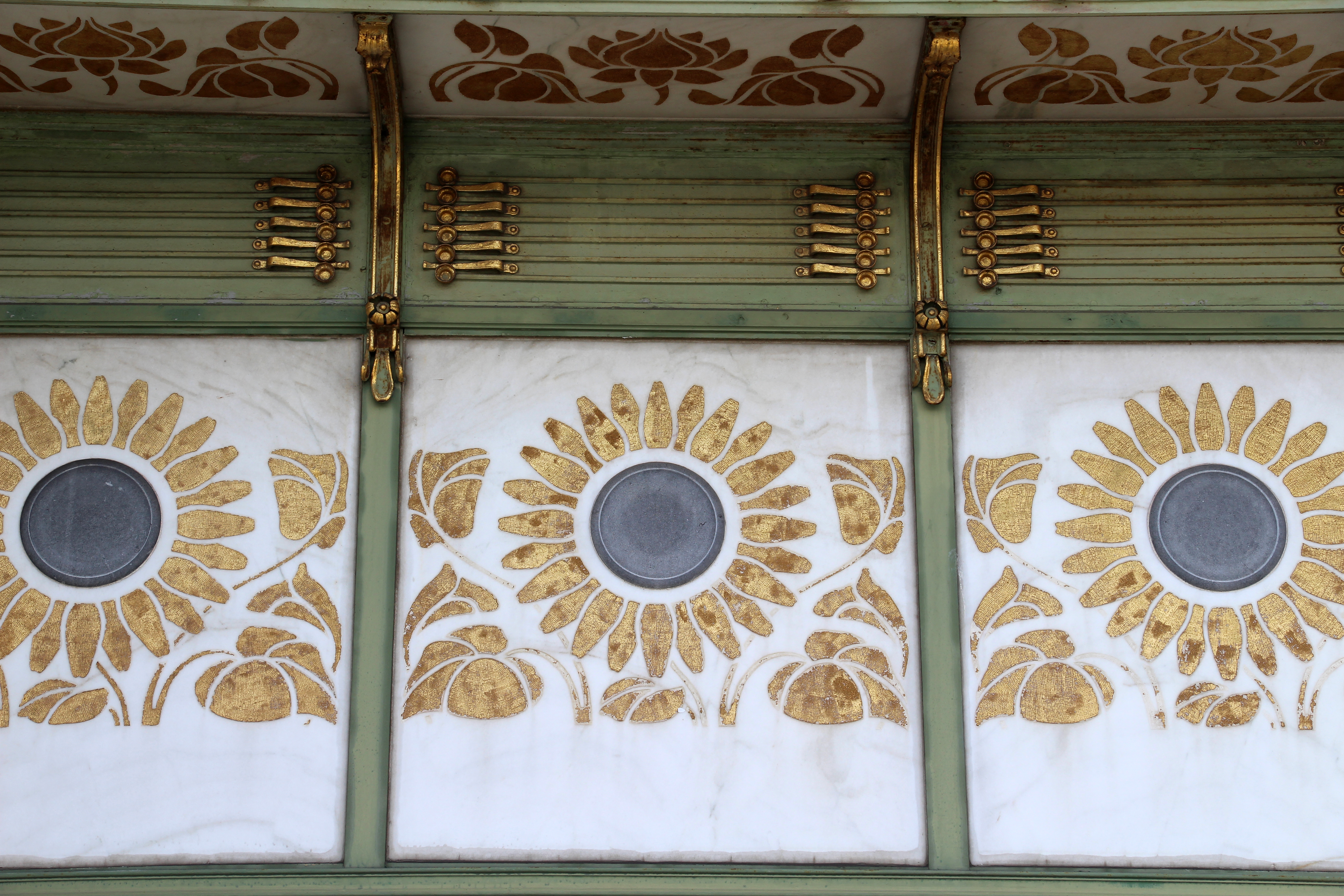
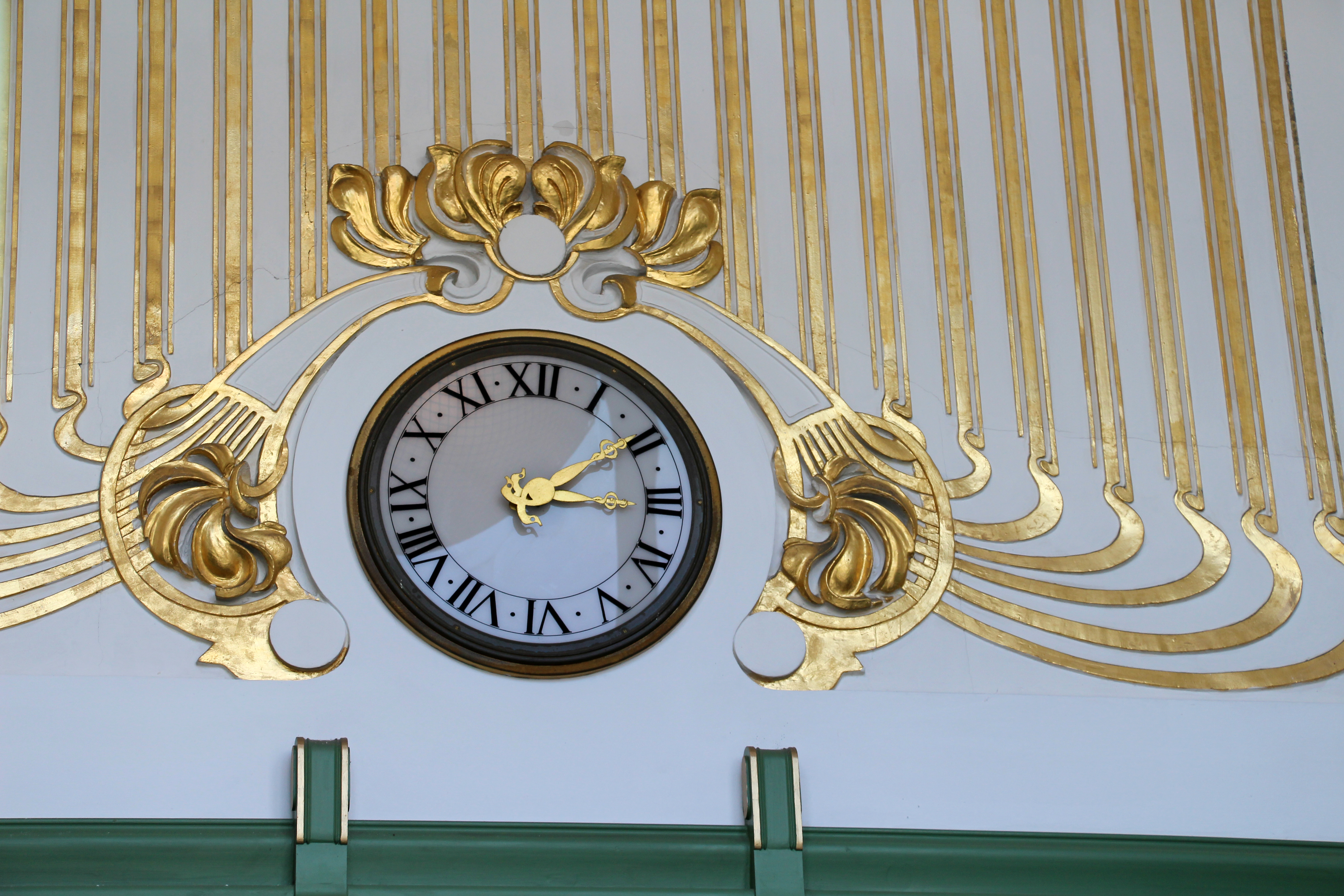
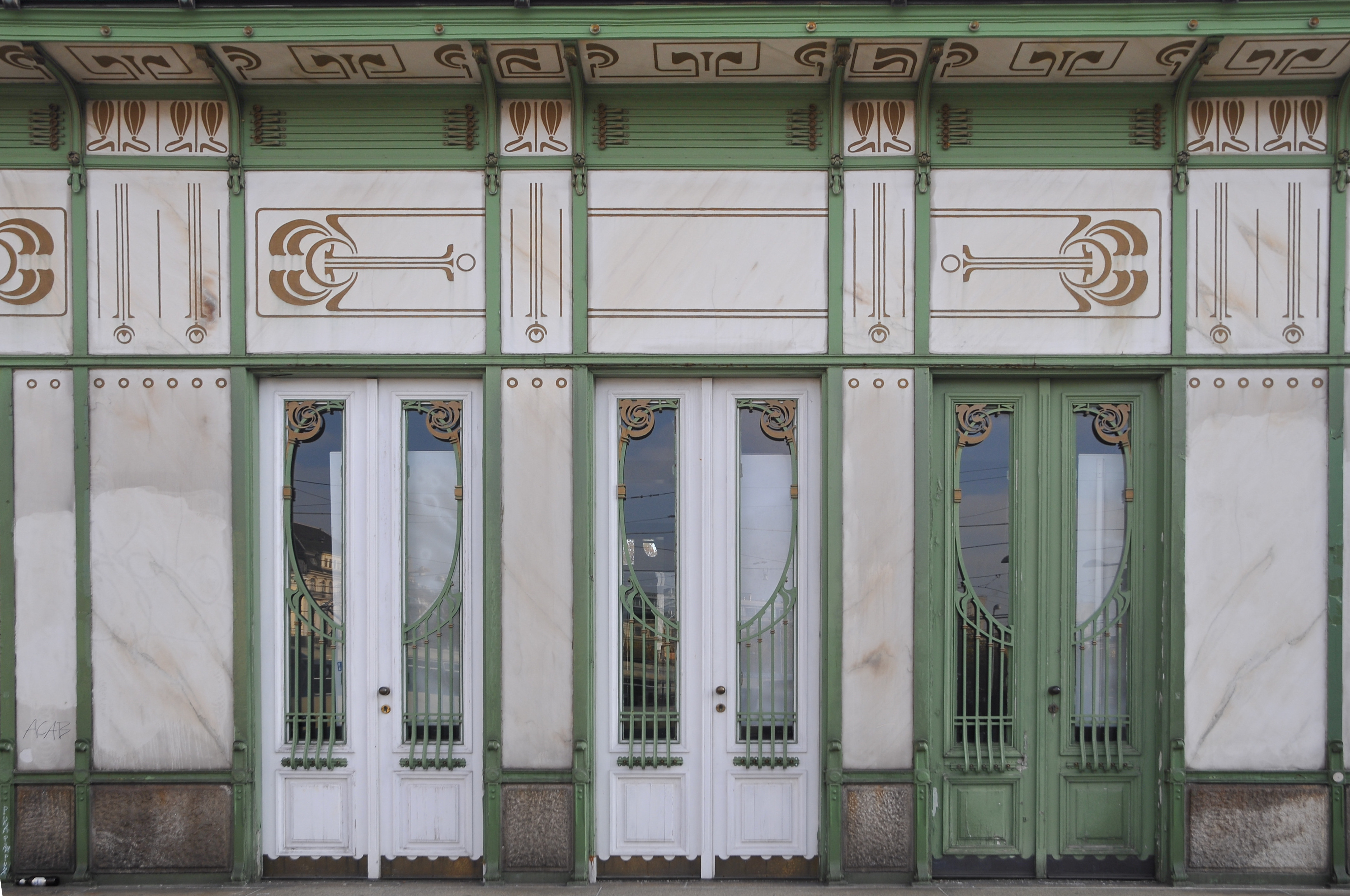

Le pavillon occidental, rebaptisé Pavillon Otto Wagner, abrite aujourd'hui une exposition permanente du musée de la ville de Vienne (Museen der Stadt Wien ou Wien Museum) consacrée à Otto Wagner (Otto Wagner Documentation exhibition), avec une entrée U-Bahn à l'arrière, tandis que le pavillon oriental abrite un café en été,.
Le projet pour la station de métro réalisé en 1898 par Otto Wagner à la mine de plomb, à l'encre et à l'aquarelle est conservé au Historisches Museum der Stadt Wien.

## Projet
À l'horizon 2025, la ligne U2 doit être remplacée par la nouvelle ligne U5 en direction de Frankhplatz.